# قطاع الكهرباء في ليبيا
قطاع الكهرباء الليبي يعتمد على شبكة عامة تربط بين كل محطة توليد كهرباء من أجل توفير الطلب على الطاقة بكافة أنحاء ليبيا، حيث بلغ إجمالى الطاقة الكهربائية المنتجة خلال عام 2012 بمحطات التوليد 33,980 جيجا وات ساعة.
وتشرف على القطاع الشركة العامة للكهرباء في ليبيا وهي شركة عامة مملوكة للدولة الليبية.

## تطور الطلب على الطاقة
يتزايد الإحمال بشكل تدريجي في كل مرة ففي سنة 1970 كان الإحمال الأقصى هو 151 ثم في عام 1980 إلى 795 (م.و) ثم في عام 1985 إلى 1243، ثم في عام 1990 إلى 1595 ثم في عام 1995 إلى 1976 ثم في عام 2000 إلى 2630 ثم في عام 2001 إلى 3081 ثم في عام 2002 إلى 3081 ثم في عام 2003 إلى 3341 ثم في عام 2004 إلى 3612 ثم في عام 2005 إلى 3857 ثم في عام 2006 إلى 4005 ثم في عام 2007 إلى 4420 ثم في عام 2008 إلى 4756 ثم في عام 2009 إلى 5282 ثم في عام 2010 إلى 5759 ثم تقلص في عام 2011 إلى 5515 بسبب الأحداث التي مرت بها البلاد بعد ثورة 17 فبراير ثم إزداد في عام 2012 إلى 5981.

## الاستهلاك
بلغ عدد حسابات المستهلكين للطاقة الكهربائية بعام 2012 إلى 1,223,727 منها 905,970 حساب للمنزليين و 117,165 حساباً للزراعيين و 33,448 حساباً صناعي الخفيف والثقيل و 142,270 حساباً تجارياً و 7,061 للمرافق العامة و 17,813، حيث تقدر الطاقة المباعة لهم بـ12,993 جيجاوات ساعة ويتوضح ذلك من الجدول التالي.
| نوع المستهلك | عدد الحسابات | كمية الاستهلاك (ك.و.س) | نسبة الاستهلاك |
| ------------ | ------------ | ---------------------- | -------------- |
| منزلي        | 905,970      | 4,651,063,064          | 36 %           |
| زراعي صغار   | 116,199      | 757,119,912            | 6 %            |
| زراعي كبار   | 966          | 736,784,897            | 6 %            |
| صناعي خفيف   | 33,409       | 643,373,818            | 5 %            |
| صناعي ثقيل   | 39           | 805,605,305            | 6 %            |
| تجاري        | 142,270      | 1,841,023,672          | 14 %           |
| مرافق عامة   | 7,061        | 1,763,611,876          | 13 %           |
| إنارة عامة   | 17,813       | 1,795,092,136          | 14 %           |
| الإجمالي     | 1,223,727    | 12,993,674,680         | 100 %          |

## الإيرادات والمصروفات

### الإيرادات
بلغ حجم الإيرادات لعام 2010 مبلغاً قدره (1,757,865,222) د.ل.

### المصروفات
بلغ حجم المصروفات لعام 2010 مبلغاً قدره (2,322,239,527) د.ل.

## محطات توليد الكهرباء
- محطة توليد كهرباء غرب طرابلس البخارية، تعتبر محطة كهرباء غرب طرابلس من أقدم وأكبر محطات التوليد البخارية العاملة بالشبكة العامة حيث بدء تشغيل المرحلة الأولى منها خلال العام 1976 والتي تتكون من عدد 5 وحدات توليد سعة كل منها 65 ميجاوات وهي قديمة بالرغم من استمرار تشغيلها ولا زالت تساهم في تغطية الطلب على الطاقة، كما بدء تشغيل المرحلة الثانية من المحطة والمتمثلة في عدد 2 وحدات توليد سعة كل منها 170 ميجاوات خلال العام 1982 ولا زالت هذه الوحدات عاملة بالشبكة العامة ويستخدم الوقود الثقيل بكامل المحطة.[4]
- محطة توليد كهرباء مصراته الحديد البخارية، بدء تشغيل هذه المحطة مع بداية تشغيل مجمع الحديد والصلب خلال العام 1990 وتستخدم الغاز الطبيعي لتشغيلها وتساهم في تغطية أحمال مجمع الحديد والصلب والفائض منها يتم استخدامه في تغطية جزء من الطلب بالشبكة العامة.[4]
- محطة توليد كهرباء الخمس البخارية، تعتبر محطة الخمس من المحطات الرئيسية بالمنظومة الكهربائية الليبية بدء تشغيلها منذ العام 1982 بطاقم فني ليبي بمختلف التخصصات ولازالت هذه المحطة تشتغل بكفاءة عالية وتساهم في تغطية الطلب على الكهرباء بنسبة كبيرة.[4]
- محطة توليد كهرباء درنة البخارية، تتكون هذه المحطة من عدد وحدتين بخاريتين سعة كل منها 65 ميجاوات تم تشغيلها خلال العام 1985 تستخدم الوقود الثقيل في تشغيلها.[4]
- محطة توليد كهرباء طبرق البخارية، تتكون هذه المحطة من عدد وحدتين بخاريتين سعة كل منها 65 ميجاوات تم تشغيلها خلال العام 1985 تستخدم الوقود الثقيل في تشغيلها.[4]
- محطة توليد كهرباء الزاوية الغازية، بدء تشغيل المحطة مع بداية عام 2000 وهي أكبر المحطات الغازية العاملة بالشبكة العامة ومن أهمها.[4]
- محطة توليد كهرباء شمال بنغازي الغازية، تعتبر محطة شمال بنغازي من أهم وأكبر محطات التوليد العاملة بالجزء الشرقي من الشبكة العامة حيث بدء تشغيل هذه المحطة بعدد 3 وحدات توليد غازية سعة كل منها 150 ميجاوات خلال العام 1995 وتم إضافة الوحدة الرابعة بسعة 165 ميجاوات بنهاية العام 2002 وبذلك تصبح السعة الإجمالية للمحطة 615 ميجاوات.[4]
- محطة توليد كهرباء الخمس الغازية، تعتبر من أهم وأكبر المحطات الغازية العاملة بالشبكة الليبية وهي تساهم بشكل فعال في تغطية الطلب على الطاقة الكهربائية، وتستخدم نوعين من الوقود (الغاز الطبيعي كوقود أساسي وزيت الوقود الخفيف).[4]
- محطة توليد كهرباء جنوب طرابلس الغازية، تم تشغيلها خلال العام 1994 بعدد 5 وحدات توليد غازية وبقدرة إجمالية 500 ميجاوات تساهم هذه المحطة بشكل رئيسي في تغطية الأحمال الكهربائية بالشبكة العامة وهي من المحطات المهمة نظرا لوجودها بالقرب من أكبر مركز أحمال بالشبكة وهو مدينة طرابلس وما حولها.[4]
- محطة توليد كهرباء الزويتينة الغازية، تساهم محطة كهرباء الزويتينة الغازية في تغطية الطلب على الطاقة بالمنطقي الوسطى (اجدابيا وما حولها) وتعتبر محطة هامة في تزويد الطاقة لمنطقة جنوب شرق ليبيا (السرير والكفرة) وتم تشغيلها عام 1994 وتستخدم الغاز الطبيعي كوقود أساسي لتشغيلها.[4]

### محطات تحت البناء
- محطة توليد الكهرباء سرت البخارية شاركت في تفيد هذا المشروع شركات عالمية منها امريكيا و فرنسيا.

حيث وصل نسبة إنجاز المشروع 90% وتوقف المشروع بسبب مغادرة الشركات من الأوضاع الأمنية وتنتج المحطة. اجمالي ميجا وأت 1400 ميجا وات تتكون من أربعة وحدات. وحده أولي وثانية وتالثة ورابعة وإجمالي كل وحدة 350 ميجا وأت
- محطة أوباري الغازية 4 وحدات 160 اجمالي ميجا 640

| اسم المحطة                                                                     | نوع الوقود المستخدم                    | عدد الوحدات      | قدرة الوحدة (م.و) | قدرة المحطة(م.و) | المتاح الحالي (م.و) | تاريخ التشغيل    |
| المحطات البخارية                                                               | المحطات البخارية                       | المحطات البخارية | المحطات البخارية  | المحطات البخارية | المحطات البخارية    | المحطات البخارية |
| ------------------------------------------------------------------------------ | -------------------------------------- | ---------------- | ----------------- | ---------------- | ------------------- | ---------------- |
| الخمس                                                                          | ثقيل/غاز                               | 4                | 120               | 480              | 300                 | 1982             |
| غرب طرابلس                                                                     | ثقيل                                   | 4                | 65                | 260              | 70                  | 1976             |
| غرب طرابلس                                                                     | ثقيل                                   | 2                | 120               | 240              | 100                 | 1980             |
| درنة                                                                           | ثقيل                                   | 2                | 65                | 130              | 40                  | 1985             |
| طبرق                                                                           | ثقيل                                   | 2                | 65                | 130              | 80                  | 1985             |
| اجمالي التوليد للمحطات البخارية                                                | اجمالي التوليد للمحطات البخارية        | 14               | 435               | 1,240            | 590                 |                  |
| المحطات الغازية                                                                |                                        |                  |                   |                  |                     |                  |
| أبو كماش                                                                       | خفيف                                   | 3                | 15                | 45               | 17                  | 1982             |
| الخمس                                                                          | غاز/خفيف                               | 4                | 150               | 600              | 500                 | 1995             |
| جنوب طرابلس                                                                    | خفيف                                   | 5                | 100               | 500              | 400                 | 1994             |
| الزويتينة                                                                      | غاز/خفيف                               | 4                | 50                | 200              | 120                 | 1994             |
| الكفرة                                                                         | خفيف                                   | 2                | 25                | 50               |                     | 1982             |
| الجبل الغربي                                                                   | غاز/خفيف                               | 2                | 156               | 312              | 280                 | 2005             |
| الجبل الغربي                                                                   | غاز/خفيف                               | 2                | 156               | 312              | 280                 | 2006             |
| شمال بنغازي                                                                    | غاز/خفيف                               | 2                | 285               | 570              | 500                 | 2009             |
| مصراته                                                                         | غاز/خفيف                               | 2                | 285               | 570              | 500                 | 2010             |
| الجبل الغربي                                                                   | غاز/خفيف                               | 1                | 156               | 156              | 140                 | 2010             |
| الزويتينة                                                                      | غاز/خفيف                               | 2                | 285               | 570              | 500                 | 2010             |
| السرير                                                                         | غاز/خفيف                               | 1                | 285               | 285              | 250                 | 2010             |
| إجمالي التوليد للمحطات الغازية                                                 | إجمالي التوليد للمحطات الغازية         | 30               | 1,948             | 4,170            | 4,387               |                  |
| محطات الدورة المزدوجة                                                          |                                        |                  |                   |                  |                     |                  |
| الزاوية غازية وبخارية*                                                         | خفيف                                   | 4                | 156               | 660              | 600                 | 2000             |
| الزاوية غازية وبخارية*                                                         | خفيف                                   | 2                | 165               | 330              | 300                 | 2005             |
| الزاوية غازية وبخارية*                                                         | بدون وقود                              | 3                | 150               | 450              | 375                 | 2007             |
| شمال بنغازي غازية وبخارية*                                                     | غاز/خفيف                               | 3                | 150               | 450              | 390                 | 1995             |
| شمال بنغازي غازية وبخارية*                                                     | غاز/خفيف                               | 1                | 165               | 165              | 140                 | 2002             |
| شمال بنغازي غازية وبخارية*                                                     | بدون وقود                              | 2                | 150               | 300              | 250                 | 2007             |
| أجمالي التوليد للمحطات الدورة المزدوجة                                         | أجمالي التوليد للمحطات الدورة المزدوجة | 15               | 945               | 2,355            | 2,055               |                  |
| جهات أخرى                                                                      |                                        |                  |                   |                  |                     |                  |
| مصراتة الحديد**                                                                | ثقيل/غاز                               | 6                | 84.5              | 507              | 180                 | 1990             |
| السرير (النهر الصناعي)**                                                       | غاز/خفيف                               | 6                | 15                | 75               | 45                  | 1990             |
| أجمالي التوليد من جهات أخرى                                                    | أجمالي التوليد من جهات أخرى            | 12               | 100               | 582              | 225                 |                  |
| الإجمالي العام                                                                 | الإجمالي العام                         | 71               | 3,428             | 8,347            | 6,357               |                  |
|                                                                                |                                        |                  |                   |                  |                     |                  |
| * بمعني العمودين الأولين للغازية والأخيرة للبخارية                             |                                        |                  |                   |                  |                     |                  |
| ** بمعني إنها للمشاريع ولكن الفائض يستخدم في تغطية جزء من الطلب بالشبكة العامة |                                        |                  |                   |                  |                     |                  |

## الطاقة المتجددة
تعتبر ليبيا من الدول الغنية بمصادر الطاقة المتجددة (الرياح والطاقة الشمسية)، حيث أن متوسط سرعة الرياح 5.5-7 متر/تانية في بعض مناطق الشريط الساحلي، ويتراوح المتوسط السنوي للإشعاع الشمسي على المتر المربع للسطح الأفقي ما بين 5.5 كيلووات ساعة يومياً بالشريط الساحلي إلى 7 كيلووات ساعة يومياً بالمناطق الجنوبية، وتصل مدة سطوع الشمس خلال السنة 3100-3900 ساعة، إلا أن استهلاك هذة الطاقات محدود مقارنة باستهلاك الوقود الأحفوري.
خلال عام 2004 تم استكمال مشروع كهربة المناطق النائية بمنظومات الطاقة الشمسية، حيث تم تركيب 188 منظومة مختلفة السعات بأماكن مختلفة بليبيا وتقدر القدرة الإجمالية «154.35 كيلووات ذروة».

## الربط مع دول الجوار

### الربط مع مصر وتونس
هناك إتفاق لتطوير ربط كهربائي على جهد 400 - 500 كيلوفولت بين جمهورية مصر العربية وبلدان المغرب العربي (ليبيا، تونس، الجزائر والمغرب) بدءاً من عام 2010 حيث سيكون هذا التنفيد جاهزاً للتشغيل بحلول نهاية 2015.

### الربط مع الجزائر
على ضوء المتغيرات الجديدة للشبكتين الليبية والجزائرية، تم الإتفاق على إعادة دراسة الربط الليبي الجزائري على جهد 400 كيلوفولت مابين محطات (غدامس - حاسي بركين - حاسي مسعود) أفاق 2015 -2020، حيث يصل القدرات التي يمكن تبادلها مع كل من تونس والجزائر ل970 ميجاوات و 1060 ميجاوات لعامي 2015 و 2020 على التوالي.

### الربط مع إيطاليا
هناك دراسة لإقامة مشروع الربط الكهربائي بين ليبيا وإيطاليا على أساس تصدير الطاقة إلى إيطاليا بقيم تتراوح بين 500 إلى 1000 ميجاوات عبر كابل بحري بتقنية تيار الجهد العالي المستمر وإنشاء محطة لإنتاج الطاقة بمنطقة مليته.

## شبكات نقل الطاقة
تنقل الطاقة الكهربائية على خطوط نقل الجهد 220، 400 كيلو فولت، ويتم توزيع الطاقة على خطوط نقل مساعدة الجهد المتوسط 30، 60 كيلو فولت تغطي أنحاء ليبيا، حيث يبلغ إجمالى أطوال خطوط النقل ذات الجهد الفائق 400 كيلو فولت ب‍2,290 كم وبلغ أطوال شبكات الجهد العالى 220 كيلو فولت ب‍13,706 كم، كما بلغ إجمالي شبكات الجهد المتوسط 30، 60 كيلو فولت ب‍25,453 كم.